# Union City (Tennessee)
Union City és una població dels Estats Units a l'estat de Tennessee. Segons el cens del 2000 tenia 10.876 habitants.

## Demografia
Segons el cens del 2000, Union City tenia 10.876 habitants, 4.568 habitatges, i 2.905 famílies. La densitat de població era de 393,9 habitants/km².
Dels 4.568 habitatges en un 29,7% hi vivien nens de menys de 18 anys, en un 44,6% hi vivien parelles casades, en un 15,1% dones solteres, i en un 36,4% no eren unitats familiars. En el 32,7% dels habitatges hi vivien persones soles el 15,1% de les quals corresponia a persones de 65 anys o més que vivien soles. El nombre mitjà de persones vivint en cada habitatge era de 2,3 i el nombre mitjà de persones que vivien en cada família era de 2,89.
Per edats la població es repartia de la següent manera: un 23,6% tenia menys de 18 anys, un 9,6% entre 18 i 24, un 26,8% entre 25 i 44, un 22,6% de 45 a 60 i un 17,5% 65 anys o més.
L'edat mediana era de 38 anys. Per cada 100 dones de 18 o més anys hi havia 81,4 homes.
La renda mediana per habitatge era de 29.399 $ i la renda mediana per família de 40.737 $. Els homes tenien una renda mediana de 35.801 $ mentre que les dones 19.694 $. La renda per capita de la població era de 18.787 $. Entorn del 12,5% de les famílies i el 16,8% de la població estaven per davall del llindar de pobresa.

## Poblacions més properes
El següent diagrama mostra les poblacions més properes.